# Кирвесниеми, Марья-Лийса
Марья-Лийса Ки́рвесниеми (фин. Marja-Liisa Kirvesniemi, урожд. Хямяляйнен (фин. Hämäläinen); род. 10 сентября 1955 года в Симпеле, Финляндия) — финская лыжница, 3-кратная олимпийская чемпионка 1984 года в гонках на 5, 10 и 20 км, 3-кратная чемпионка мира (1978 и 1989). Двукратная обладательница  Кубка мира (сезоны 1982/83, 1983/84). 
Участница шести зимних Олимпиад — 1976, 1980, 1984, 1988, 1992, 1994. На открытии зимней олимпиады 1994 года в Лиллехаммере была первой в истории Финляндии женщиной-знаменосцем от финской команды.
Трижды признавалась лучшей спортсменкой Финляндии (1984, 1985, 1991). В 1984 году была признана и лучшим спортсменом как среди женщин, так и среди мужчин. В 1989 году была награждена Холменколленской медалью.

## Семья
С 1984 года была замужем за известным финским лыжником  Харри Кирвесниеми (род. 1958). В этом союзе родились две дочери. В 2011 году брак был расторгнут.

## Результаты в общем зачете Кубка мира
| Сезон   | Место | Очки |
| ------- | ----- | ---- |
| 1981/82 | 18    | 36   |
| 1982/83 | 1     | 144  |
| 1983/84 | 1     | 134  |
| 1984/85 | 10    | 80   |
| 1985/86 | -     | -    |
| 1986/87 | -     | -    |
| 1987/88 | 3     | 82   |
| 1988/89 | 6     | 87   |
| 1989/90 | -     | -    |
| 1990/91 | 17    | 24   |
| 1991/92 | 10    | 50   |
| 1992/93 | 8     | 286  |
| 1993/94 | 10    | 264  |